# One life
One life es el tercer álbum de estudio en inglés de la cantante Helena Paparizou. Además, es el octavo álbum de estudio de toda la carrera de la artista. El álbum fue lanzado en Suecia el 25 de marzo de 2014 bajo el sello de la discográfica sueca Lionheart Music Group. La mayoría de canciones del álbum son versiones en inglés de canciones de su disco anterior, Ti ora tha vgoume. El 15 de abril fue lanzado en Grecia, bajo el sello Minos EMI.

## Precedentes
Desde que Helena Paparizou lanzó al mercado internacional, en 2006, The game of love, no había vuelto a publicar nada fuera de Grecia. Desde ese año se centró en el mercado musical heleno y chipriota lanzando, desde el 2006 hasta el 2014, cuatro álbumes en griego. En marzo de 2012, Helena Paparizou estuvo en el estudio con Moh Denebi escuchando demos para nuevas canciones durante su estancia en Estocolmo por lo que se podía deducir que estaba buscando un nuevo álbum de corte más europeo; aunque finalmente no hubo ninguna canción del compositor sueco en su álbum. En el 2013, Clavicord Studios, subió a su página de Facebook algunas fotos en las que podíamos ver a la cantante en el estudio con su productor griego Yannis Doxas. Antes del verano de 2013, ya se dieron a conocer algunas canciones que incluiría el disco, la mayoría de estas pertenecientes a su álbum anterior, Ti ora tha vgoume, pero con letras en inglés. La mayoría de las grabaciones se dieron en los estudios suecos al igual como las producciones, en las cuales participó en muchas de ellas el compositor y cantante sueco Jimmy Jansson.

## Lanzamiento y promoción
Tras varias fechas posibles y previstas, como otoño de 2013, el álbum finalmente fue lanzado el 26 de marzo de 2014. El lanzamiento se retrasó de esta forma debido a que la canción con la que Helena Paparizou participaría en el Melodifestivalen, Survivor. le ayudaría a dar promoción al álbum. También hay que tener en cuenta la canción Save me (This is an SOS) que fue el primer singles del álbum pero lanzado casi un año antes, a finales de mayo de 2013.
La promoción del álbum comenzó con el Melodifestivalen y la canción de Helena: Survivor; ya que ésta tuvo gran acogida por el público sueco llegando a posicionarse en cuarto lugar en la final para ir a Eurovisión, representando a Suecia. Pero además, tras el lanzamiento del álbum, la cantante continuó asistiendo a programas de televisión donde interpretó los sencillos del álbum o en otros a los que fue como invitada para promocionarse. También asistió a diferentes centros comerciales donde realizó actuaciones y firmas de discos. Y, a finales de año, Helena participó en el tour navideño "Julgalan 2014", con el que recorrió diferentes ciudades suecas durante los meses de noviembre y diciembre. En Grecia, por otro lado, a penas hubo promoción del álbum. Lo más relevante fue la presentación del tercer sencillo, Don't hold back on love, en la final del programa Factor X Grecia. En el país heleno el nuevo álbum en inglés de la cantante pasó prácticamente desapercibido.

## Sencillos
Save me (This is an SOS)
El 29 de mayo de 2013 fue lanzado paralelamente en las radios griegas y suecas, como tercer sencillo del álbum en griego Ti ora tha vgoume y primero del álbum internacional One life, mientras la cantante estaba en el estudio. La canción no tuvo tan buena acogida en Suecia como en Grecia, pero con ella volvía a sonar el nombre de la cantante otra vez por el país.
Survivor
Es el segundo sencillo del álbum y es la canción con la que Helena Paparizou se presenta al Melodifestivalen. La canción fue lanzada a iTunes el 22 de febrero, alcanzando muy buenas posiciones en varios países, sobre todo, en Grecia y Suecia.
Don't hold back on love
Es el tercer sencillo extraído del álbum. Es una canción dance-pop que fue lanzada el 1 de mayo de 2014, un año después del primer sencillo del álbum. El videoclip de la canción está dirigido por Alexandros Grammatopoulos.

## Lista de canciones
| N.º   | Título                       | Escritor(es)                                                        | Productor(es)                       | Duración |  |
| 1.    | «Save me (This is an SOS)»   | Jimmy Jansson, Bobby Ljunggren, Micah Wilshire                      | Fredrik Sonefors, Jimmy Jansson     | 3:08     |  |
| 2.    | «Survivor»                   | Bobby Ljunggren, Henrik Wikström, Karl-Ola Kjellholm, Sharon Vaughn | Henrik Wikström, Karl-Ola Kjellholm | 3:03     |  |
| 3.    | «As long as you are mine»    | Nikos Antypas, Isabelle Moulin                                      | Nikos Antypas                       | 4:05     |  |
| 4.    | «Set your heart on me»       | Bobby Ljunggren, Jimmy Jansson                                      | Fredrik Sonefors, Jimmy Jansson     | 3:06     |  |
| 5.    | «One life»                   | Pasi Siitonen, Risto Asikainen, Heroism                             | Theodore Darmas                     | 3:35     |  |
| 6.    | «4 another 1»                | Jimmy Jansson, Isabelle Moulin                                      | Jimmy Jansson                       | 3:18     |  |
| 7.    | «Don't hold back on love»    | Jimmy Jansson, Micah Wilshire                                       | Jimmy Jansson                       | 3:06     |  |
| 8.    | «Enough» (with Jill Johnson) | Aaron Scherz, Emily Shackelton, Kelly Archer                        | Amir Aly                            | 4:01     |  |
| 9.    | «The Groove is the solution» | Gabriel Russel                                                      | Karl-Ola Kjellholm                  | 3:51     |  |
| 10.   | «Crazy for love»             | Nalle Ahlstedt, Petri Somer, Nicole Fuentes                         | Nalle Ahlstedt                      | 3:19     |  |
| 11.   | «Chainsaw»                   | Oscar Holter, Jakke Erixson, Kristofer Östergren                    | Oscar Holter, Jakke Erixson         | 3:37     |  |
| 12.   | «One more night»             | Nikos Antypas, Isabelle Moulin                                      | Nikos Antypas                       | 3:13     |  |
| 41:36 |                              |                                                                     |                                     |          |  |

## Posicionamiento
| Lista             | Mejor posición |
| ----------------- | -------------- |
| Álbumes de Suecia | 11             |
| Álbumes de Grecia | 3              |
| Álbumes de Chipre | 4              |